# Triodia marginata
Triodia marginata är en gräsart som beskrevs av Nancy Tyson Burbidge. Triodia marginata ingår i släktet Triodia och familjen gräs. Inga underarter finns listade i Catalogue of Life.